# 중곡초등학교
중곡초등학교(中谷初等學校)는 대한민국 경상남도 거제시에 있는 공립 초등학교이다.

## 학교 연혁
- 1999년 3월 1일: 중곡초등학교 개교(34학급 편성)
- 2003년 3월 1일: 거제중앙초등학교 신설 분리(32학급)
- 2006년 12월 19일: 다목적 강당 개관식
- 2013년 2월 21일: 제14회 졸업식(총 졸업생 3,025명)
- 2013년 3월 1일: 34학급 편성(특수학급 2학급 포함)

## 참고 자료
- 중곡초등학교 - 한국교육학술정보원 학교알리미